# 北汽集团
- 關於冠名為北京北汽的籃球俱樂部，請見「北京首钢霹雳鸭篮球俱乐部」。
- 關於冠名為北京汽车的男排俱樂部，請見「北京汽车男排」。
- 關於冠名為北京汽车的女排俱樂部，請見「北京女排」。

北京汽车集团有限公司（简称“北汽集团”）是一家中华人民共和国国有独资企业，是中国主要的汽车集团之一，业务涵盖整车研发与制造、通用航空产业、汽车零部件制造、汽车服务贸易、投融资等。现拥有包括商用车、乘用车、越野车、新能源汽车和动力总成技术的专业研发机构，在中国本土建立了八大乘用车、九大商用车生产基地，在全球二十多个国家建立了整车工厂。
北汽集团旗下拥有北京、极狐、昌河、福田、常州长江客车等品牌。

## 历史
该公司成立于1958年。
2002年与现代汽车股份有限公司组建合资公司“北京现代”。
2005年与戴姆勒股份公司、戴姆勒大中华区投资有限公司组建合资公司“北京奔驰”。
2009年10月，北汽集团成立北京汽车新能源汽车有限公司，公司成立时隶属于北汽股份。現更名為「北汽藍谷」。
2010年与银翔集团组建合资公司“北汽银翔”，现更名为“北汽瑞翔”。
2013年11月25日，昌河汽车重组，由北汽集团控股89.488%，江西省国有资本运营控股集团持有10.512%的股权。
2016年出售北京汽车制造厂。
2016年，北汽集团销售汽车285万辆，营业收入4061亿元，位列2016年《财富》杂志全球500强第160位。
2017年，北汽集团位列《财富》杂志全球500强第137位。
2019年7月，北汽集團收購戴姆勒集團5%股份。
2021年12月，北汽集團增持戴姆勒集團股份至9.98%，超越吉利集團成為戴姆勒集團最大股東。
2024年8月，北汽與華為旗下智慧型汽車技術生態聯盟「鴻蒙智行」合作推出「享界S9」智慧旗艦轎車，這也是北汽與華為聯合品牌「享界」的第一款車型。